# Treg Brown
Tregoweth Edmond „Treg“ Brown (* 4. November 1899 in Gilbert, Minnesota; † 28. April 1984 in Irvine, Kalifornien) war ein US-amerikanischer Filmeditor und Tontechniker, der ein Pionier auf dem Gebiet der Toneffekte war und 1966 den Oscar für die besten Toneffekte gewann.

## Leben
Treg Brown begann seine Laufbahn als Filmeditor und Tontechniker 1932 und arbeitete in den folgenden Jahrzehnten an der Herstellung von über 1000 zumeist animierten Kurzfilmen mit. Besonders bekannt wurde er durch seine Zusammenarbeit mit Trickfilmregisseuren wie Tex Avery, Chuck Jones sowie Friz Freleng und durch seine Toneffekte für Trickfilme der Looney Tunes und Merrie Melodies mit Bugs Bunny, Speedy Gonzales, Sylvester und Tweety, Road Runner und Wile E. Coyote.
Brown, der wegen seiner außergewöhnlichen Talente auch „Docteur“ genannt wurde, war ein Meister bei der Herstellung unzähliger Toneffekte mit Hilfe banaler Gegenstände: So konnte er beispielsweise Tageszeitungen so zerknüllen, dass dies wie jede Art von Feuer klang. Dabei waren seine Geräusche so professionell und realistisch, dass diese Toneffekte auch heute noch verwendet werden.
Er setzte sich auch für andere Kollegen ein und erreichte unter anderem bei Leon Schlesinger, den Filmproduzenten von Warner Bros., dass dieser 1937 Mel Blanc, einen früheren Radiosprecher, als „Stimme“ engagierte: Blanc wurde bald ein gefragter Sprecher für zahlreiche Charaktere der Looney Tunes wie Yosemite Sam, Foghorn Leghorn, Tweety, Porky Pig oder Daffy Duck. Mit seiner natürlichen Stimme sprach Blanc auch den Kater Sylvester, der den kleinen Vogel Tweety immer wieder fangen will. Der Hase Bugs Bunny wurde aber seine bekannteste Figur.
In dem Cartoon One Froggy Evening, den Chuck Jones 1955 inszenierte, wird Brown ein zeichentrickfilmisches Denkmal gesetzt: Der Wolkenkratzer, in dem die Haupt-Zeichentrickfigur des Films, Michigan J. Frog, bestattet wird, trägt den Namen „Tregoweth Brown Building“.
Bei der Oscarverleihung 1966 gewann er den Oscar für die besten Toneffekte in Das große Rennen rund um die Welt (1965) von Blake Edwards mit Tony Curtis, Jack Lemmon und Natalie Wood.

## Filmografie (Auswahl)
Alle gelisteten Filme sind Kurzfilme, wenn nicht anders gekennzeichnet.
- 1940: Die Hasenfalle (A Wild Hare)
- 1941: Hiawathas Hasenjagd (Hiawatha’s Rabbit Hunt)
- 1941: Immer Ärger mit dem Hasen (Wabbit Twouble)
- 1943: Schweine-Polka (Pigs in a Polka)
- 1944: Schweinchen Dick legt ein Ei (Swooner Crooner)
- 1945: Ohne Liebe ist das Leben leer (Life with Feathers)
- 1950: Verkleidungskünstler (Canary Row)
- 1952: Fuchsteufelswild (Foxy by Proxy)
- 1953: Entnervte Ente (Duck Amuck)
- 1954: From A to Z-Z-Z-Z
- 1955: Omis neuer Bikini (Sandy Claws)
- 1955: Der singende Frosch (One Froggy Evening)
- 1957: Tabasco Road
- 1957: Der Ring der Niegelungen (What’s Opera, Doc?)
- 1957: Die Anonymen Vogelfresser (Birds Anonymous)
- 1958: Knighty Knight Bugs
- 1959: Siesta Mexikana (Mexicali Shmoes)
- 1960: High Note
- 1960: Leo, Silvester und das arme Mäuschen (Mouse and Garden)
- 1961: Allzeit Beep-Beep (Beep Prepared)
- 1961: Der wahnsinnige Wikinger (Prince Violent)
- 1961: Der Rattenfänger von Guadeloupe (The Pied Piper of Guadalupe)
- 1961: Nelly’s Folly
- 1962: Now Hear This
- 1979: Bugs Bunnys wilde, verwegene Jagd (The Bugs Bunny/Road-Runner Movie, Langfilm)

## Auszeichnungen
- 1966: Oscar für die beste Toneffekte